# 高井みほ
高井 みほ（たかい みほ、1990年5月28日 - ）は、日本のグラビアアイドルである。東京都出身。マーブル所属。

## 概要
- 2007年春頃までは太っていたが（俗にいう樽ドル）、2007年9月にDVD『Milky Bounce』の撮影をした頃にはかなり痩せた。痩せたことついて本人は特にダイエットする気は無かったが、「水を6リットル飲むと良いと聞いたので頑張って飲もうとしたが、さすがに無理だったので、毎日4リットル飲み続けたら自然に痩せた」と同DVDイベントのインタビューで答えている。
- 『Milky Bounce』イベントでGカップのバストの秘訣を聞かれたら、「たくさん寝たので、多分それが良かったのかもしれない」と言い、「牛乳を飲むと胸が大きくなるというのは関係ないと思う」と個人の感想を述べていた。
- 同DVDの中で縄跳びを飛べなかったら牛乳を飲むシーンについて「牛乳が苦手で小学校の給食の時間が苦痛だった」という。
- 自身が更新しているブログでは同人誌が大好きで毎月約2万円分は買うという、いわゆる腐女子ぶり。
- 『テニスの王子様』のファンで、小学6年生の時に越前リョーマを見てハマってしまったという。また、「テニミュ」も大好き。
- 高校卒業後は漫画系の専門学校に進学した。（科目は漫画創作科）

## 出演

### 雑誌
- 週刊プレイボーイ（集英社）

### テレビ出演
- グラビアの美少女（MONDO21）

## 作品

### イメージDVD
- 高井みほ みほ14歳（2005年12月23日）
- 清純いもうと倶楽部 Vol.9（2006年03月10日）
- 高井みほ14歳ユレユレG組!（2006年3月25日）
- いもうとエクササイズ（2006年4月30日）
- Pure Smile 高井みほ（2006年6月23日）
- 高井みほ16歳・植野千尋15歳（2006年9月29日）
- メロメロ〜ン（2006年10月22日）
- Miho: Legend The Final Chapter（2007年1月20日）
- 高井みほ17歳 B.B girl（マーレーインターナショナル、2007年11月20日）
- Milky Bounce（日本メディアサプライ、2007年12月21日）
- アイドルワン 17のしずく（ラインコミュニケーションズ 2008年3月）
- ぷるぷるプリリン!（QH映像 2008年6月）
- 恋愛小説 5 みほの妄想ファイル』（ビーエムドットスリー 2008年9月）
- メロンパン（ビーエムドットスリー 2009年6月）

### DVDドラマ
- 少女霊 14歳の魂（ケイエスエス　2007年2月）準主演
- 純粋ラプソディー・さくらのつぼみ（大洋図書 2008年12月）